# Старокорсунская
Староко́рсунская — станица в Карасунском внутригородском округе Краснодара. Административный центр Старокорсунского сельского округа.

## География
Станица расположена на высоком правом берегу Кубани (Краснодарское водохранилище), в 12 км северо-восточнее Пашковского микрорайона по трассе Краснодар — Усть-Лабинск. Железнодорожная станция Стопятый на линии Краснодар — Кропоткин находится в 5 километрах, пригородные поезда.
Местность расположена на возвышенности, относительно уровня моря станица выше центра Краснодара на 12…15 метров, в связи с этим в станице не подвержена затоплениям в период обильных дождей.

## История
- Корсунское коренное селение было основано в 1794 году[3] — и являлось одним из первых 40 селений черноморских казаков на Кубани. Название было перенесено с куреня Запорожской Сечи, который был назван по городу Корсунь на реке Рось (ныне райцентр Черкасской области Корсунь-Шевченковский). Корсунский курень прибыл с группой казаков под предводительством войскового атамана Захария Чепиги.
- С 1809 года носит название Старокорсунская[3], после основания Новокорсунского
- В 1867 году казак Иван Федорович Селявкин основал первую школу в станице. До 1941 года она была «начальной», в 1946 году стала «семилеткой».
- В 1904 году по просьбе урядника казачьего войска Василия Дзюка было открыто одноклассное женское начальное училище, через пять лет двухклассное смешанное. В августе 1917 на базе гимназии открыта школа рабочей молодёжи, в последующем школа № 85.
- В 1916 году в станице проживало 13478 человек. Из них к казачьему сословию принадлежало 8728 человека, а к иногороднему 4550 человек.
- 14 марта 1918 года в станице был избран первый Совет народных депутатов. Первым его председателем стал казак Елисей Иванович Луценко.
- До 1920-х годов станица входила в Екатеринодарский отдел Кубанской области[4].
- 14 марта 1920 года появилась первая комсомольская ячейка.
- В 1927 году создан первый в станице колхоз «Красный воин». После появились колхозы «Мировой Октябрь», «имени Буденного», «Вторая пятилетка», «имени Чонгарской дивизии», «Огородник».
- В конце 1932 станица была включена в «Чёрные доски позора», от голода умерли сотни жителей.
- В 1937 году в станице был оборудован межколхозный радиоузел.
- Станица Старокорсунская была оккупирована 10 августа 1942 года.
- 11 февраля 1943 года станица освобождена от немецко-фашистских захватчиков.
- Осенью 1950 года колхозы станицы приняли решение об объединении. Так появилась артель имени С. М. Будённого. Первым председателем был В. Д. Огневой.
- 15 октября 1957 года в станице организован колхоз имени В. И. Ленина.
- 1965 год — построено новое здание СОШ № 85.
- 1969 год — построен Дворец культуры.
- 1976 год — сдано в эксплуатацию новое здание СОШ № 86.
- 1986 году — открыта детская школа искусств № 9.
- 5 декабря 1987 года — открытие памятника воинам-землякам.
- В 1994 году станица вошла в состав Карасунского административного округа города Краснодар.
- С марта 2004 года станица является центром Старокорсунского сельского округа, объединяющего 3 населённых пункта, в составе Карасунского внутригородского округа города Краснодара.
- 5 мая 2010 года на территории МОУ СОШ № 86 был открыт обелиск «Защитникам Отечества» как дань памяти всем участникам Великой Отечественной войны, благодарность всем участникам локальных войн и уважение к тем, кто сейчас защищает рубежи нашей Родины.
- В 2011 году на северо-востоке дополнительно под застройку выделено более 500 участков для многодетных семей, площадь станицы увеличилась примерно на 1/3.Прохладный сквер

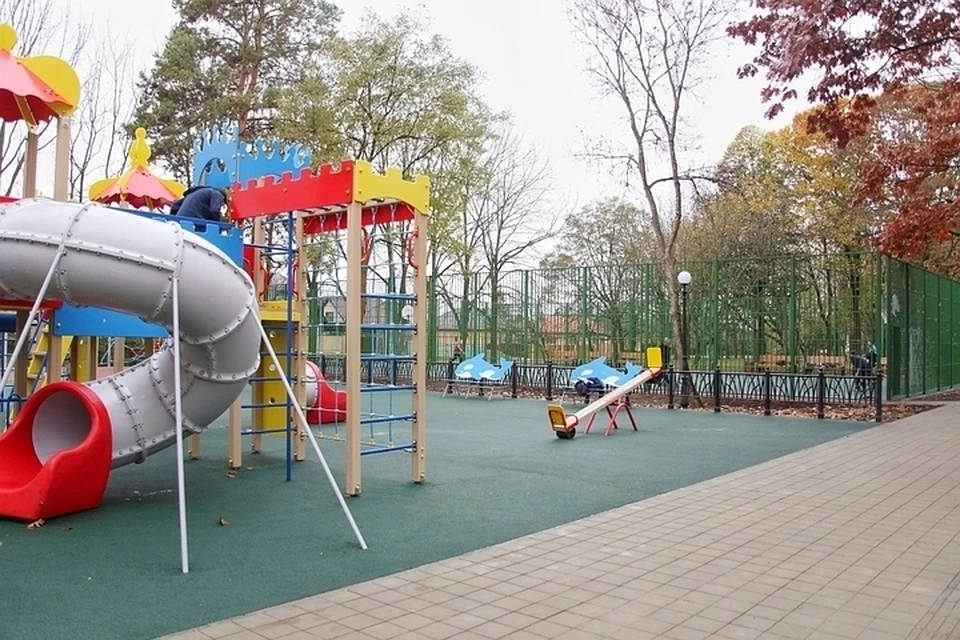
Прохладный сквер

- В 2015 году в станице открылись магазины федеральной сети «Магнит», несколько позднее отстроили «Пятёрочки». Хорошая экология и близость к Краснодару сделали станицу популярным направлением для переезда из Краснодара и из других регионов России. Многие покупают старые саманные дома типа хаты и отстраивают современные дома или коттеджи.
- 30 октября 2019 года в станице Старокорсунской Краснодара открыли первую очередь Прохладного сквера. Зелёную зону обновили на площади в 1 гектар. Здесь построили спортивные площадки и детский городок, отремонтировали освещение, установили садовые диваны, обустроили дорожки. Благоустройство сквера продолжат. К 75-летию Победы здесь приведут в порядок мемориал в честь жителей станицы, погибших в годы ВОВ. Уже на первом этапе благоустройства появился детский городок и две спортивные площадки с прорезиненным покрытием, велодорожка, новые тротуары, уличное освещение.

## Социальная инфраструктура станицы
- школы № 86 и № 85;
- средняя общеобразовательная школа-интернат народного искусства для одарённых детей имени В. Г. Захарченко;
- детские сады № 224, № 225 и № 226, № 227, частный детский сад;
- детская школа искусств № 9;
- участковая больница для детей и взрослых;
- несколько аптек;
- продуктовые магазины крупных федеральных ретейлеров и местные небольшие магазины;
- магазины строительных материалов;
- библиотека;
- храм Рождества Богородицы;
- два почтовых отделения;
- дом культуры, в котором ведутся различные кружки и секции для детей;
- отделение Сбербанка, банкоматы;
- центр детского технического творчества Парус;
- два сквера для прогулок — Прохладный и Старокорсунский;
- стадион;
- армянский культурный центр;
- сельскохозяйственный рынок;
- пожарно-спасательная часть МЧС.

## Древняя история
Меоты — древние жители станицы
Переход от эпохи бронзы к железному веку на Кавказе связан с меотскими племенами. На территории станицы Старокорсунской в это время существовало укреплённое поселение названное археологами городищем, его возраст 2500 лет.
Городище расположено у воды по высоким террасам реки Кубань и вытянуто вдоль реки. В нём как и во всех меотских городищах имеется «центральная» — укреплённая часть, типа акрополя, которая возвышается над остальной частью поселения и окружена внутреннем рвом. За внешнем рвом городища расположен могильник — древнее кладбище рядового городищенского населения.
На территории Старокорсунской имеются три городища, но только одно из них более или менее сохранилось. Вероятно, оно было очень большим и относилось не к рядовым населённым пунктам, а представляло кокой-то центр. Археологи установили, что самое древнее и наиболее интересное цитадель, то есть центральная часть на берегу, прирезанная к реке глубоким рвом, заполненным водой, полностью уничтожена водой. Уцелели лишь части рва окружавшие её. Удалось проследить остатки круглой в плане площадке явно ритуального назначения. Из стены окружающей площадку, выступали жертвенники, на них и вокруг них много пепла и костей. Прямо в стене открывается вход в пещеру: почти квадратное отверстие высотой до 75 см пещера была рукотворной. В длину она достигала 20 м и имела сложную конструкцию. Несколько метров хода с поворотом, затем вертикальный колодец диаметром 1 м, выходящий на поверхность. Горизонтальный ход продолжался дальше и через несколько метров переходил в камеру размером 2,5×2,0 м. Далее опять ход, приводящий в новую камеру, а за ней ещё ход, который заканчивается таким же строго вертикальным колодцем наверх. Местами горизонтальный ход сильно сужается, так что по нему можно только ползти.
В одной из камер обнаружен алтарь — ниша заполненная водой. Общая глубина пещеры около 4 м. Пещера по мнению археологов использовалась для посвящения в воины или жрецы. Выход пещеры ориентирован строго на восток. Меоты были язычниками, а значит верили во множество богов. Ориентировка на восток своего рода церемониальная функция пещеры как годового календаря.
Интересен и инвентарь, найденный в могильниках. Это сабли, боевой топорик, кистень, мотыга. При женских скелетах найдено много бус из разноцветного стекла, сердолика, горного хрусталя, халцедона, бронзовые браслеты, перстни, броши, фибулы. Необычен амулет в виде всадника на лошади, отлитый из бронзы. Интересна и ещё одна деталь могильника, почти во всех погребениях найдены ножи, лежавшие слева у пояса независимо от возраста и пола погребённого. Существуют и захоронения лошадей в полном боевом снаряжении.
Кроме того на городище найдены женские фигурки связанные с культом матери-земли и плодородия. С тем же культом связаны и небольшие тройные лепные сосудики в виде отдельных чашей слепленных вместе. Они служили для принесения в дар зерна первого урожая божеству.
На городищах массовыми являются обломки глиняной посуды. Появление в V в. до н. э. серо-глиняной посуды предполагает наличие особых гончарных печей. На Старокорсунском городище выявлено 20 печей. Печи датируются III—II вв. до н. э. Куполообразные печи строили из сырцового кирпича. Большое число печей говорит о работе гончаров на рынок.
Керамика с городища делится на две группы: сосуды изготовленные на гончарном круге и сделанные в ручную. Наиболее часты находки серо-глиняной кружальной посуды. Серый цвет сосудов обусловлен не составом глины, а технологией изготовления. сосуды обжигались в печах в восстановительном режиме, то есть с малым доступом кислорода. По форме посуда самая разнообразная. Найдены одноручные кувшины разных размеров, миски, чашки, кружки. Многие сосуды лощёные. На городище найдены и греческие амфоры, служившие для перевозки и хранения вина, оливкового масла и зерна.
Меоты прожили на правобережье реки Кубани до середины III в. нашей эры, когда под натиском ираноязычных кочевников вынуждены были покинуть свои родные места и переселиться в Закубанье, где жили родственные им племена. Жизнь на этих заброшенных городищах никогда не возобновлялась.
Казачество в станице Старокорсунской
После разгрома сарматскими кочевниками оседлых меотских племён в середине III в н. э. жизнь на территории станицы не возобновлялась до самого того времени, когда императрица Екатерина II не повелела князю Потемкину Таврическому собрать бывших Запорожцев и составить казачьи полки, которым позволялось вновь завести свои порядки и заселить земли. Лежавшие между реками Днестр и Буг, за активное участие в войне с Турцией (1787 г.), где они отличились при взятии острова Березань и крепости Измаил. Императрица возвратила казакам белое полковое знамя, куренные значки и войсковую печать. Повелев именоваться Черноморским войском и поселиться на землях прилегающих к реке Кубани.
Землю и волю нам подарила
Над быстротечной южной рекой
Императрица Екатерина,
Нас обогрела щедрой рукой.
Казаки приступили к переселению.
В числе первых 40 куреней в 1794 г. был основан и Корсунский курень Черноморского войска. Намеченных в разных местах жеребьёвкой. В размещении куреней появилось некое приспособление поселений к местным условиям. Местами для постройки куреней были избраны, как и у меотов большей частью берега рек и степные урочища. В числе первых 8 куреней оставленных у реки Кубани был и Корсунский названный так, в честь удачного сражения с противником под местечком Корсунь. Корсунский курень поселился между впадением реки Белой и реки Пшишь в реку Кубань. В этом месте в то время произрастал лиственный лес площадью около 175 га (285 десятин). Расстояние от куреня до города Екатеринодара составляло 26 вёрст.
Застучали топоры, вонзились в кубанский чернозём лопаты. Казаки стали укреплять свои поселения и строить хаты-мазанки — крытые камышом и соломой. Для этих целей было вырублено около 20 га дубового леса.
Хаты возводились без всякой планировки. Весь курень был ограждён рвом глубиной 2-3 м и шириной 3 м. Со стороны степи у рва был насыпан земляной вал, на котором рос терновник. Ров с двух сторон подходил к реке Кубани. При въезде в курень были ворота, которые на ночь закрывались. Возле ворот стояла вышка. Ворота эти находились по свидетельству старожил напротив современного здания управления АОЗТ «Нива-1». На высоких курганах располагались казачьи посты. На каждом из них находилась вышка на 4 подпорках, открытая во все стороны. Для связи с Васюринским и Пашковскими куренями для наблюдения за неприятелем на постах днём возвещалась тревога сигнальным шаром, ночью зажигали жердь обмотанную пенькой, залитую смолой. В самом курене. Тревогу давали знать сигнальными выстрелами, а когда выстроили деревянную церковь — частым колокольным звоном.
Всего курень имел в пользовании 17 251 десятину земли. Первыми в курене поселились 13 семей, состоявшие из 73 человек. Среди них по данным «ведомости поручика Данило Волкореза» были:
Иван Белый, умеет кравство (портняжничество)
Федор Калвер, пахатарь хлеба
Семен Плескоголовый. Делает кушнирство (выделка кож)
Роман Шпак, торгует хлебом
Василь Перебейнос, делает шевство (сапожник).
Жизнь в курене бала тревожной. По другую сторону реки Кубани жили адыги (черкесы, как их называли).  Они считали занятую казаками территорию своей и совершали частые набеги на казачьи поселения, угоняли лошадей, крупный рогатый скот иногда брали в плен людей. Боевая жизнь почти полностью отвлекала от хозяйства мужскую часть населения. Домашние и полевые работы лежали на казачке.
В экономике казаков ведущее место занимало земледелие, скотоводство и коневодство. На полях возделывали зерновые и кормовые культуры. Урожай зерновых убирался в ручную при помощи серпа, обмолот производили цепом, и эту тяжкую работу приходилось выполнять женщинам. Для вспашки земли использовали волов и деревянный, а позднее стальной плуг. Лошадей разводили в основном для военных нужд. Вооружение казака было лёгким: сумка для пороха, кисет для табака, оружие — кремнёвая винтовка.
В хате-мазанке тоже не было особых удобств. Печь зачастую топилась по-чёрному. На полатях спали дети. Вход в дом был очень низким с высоким порогом. Чтобы войти в хату, надо было наклониться вперёд. Высокий порог делался для того, чтобы препятствовать проникновению в дом волн холодного воздуха. Домашняя утварь изготавливалась из глины — глэчик, макитра чугуна — казаны и дерева — ложки, миски. Деревянным был и рубель. Позднее к казакам пришли утюги, изготовленные из металла, во внутрь таких утюгов засыпали раскалённые угли. Через несколько лет в центре куреня построили деревянную церковь. Вот так и началась жизнь казаков в Корсунском курене.
Население куреня увеличивалось очень медленно. Шло время, казаки уже не могли нести пограничную службу, так как после войны с Турцией (1828—1829 гг.) все Закубанье было присоединено к России. Казаки стали вести обычную крестьянскую жизнь, свято чтя свои традиции. В 1802 г. Корсунский курень был переименован в станицу Корсунскую. К этому времени станица насчитывала 60 дворов и её территория составляла 17251 десятину земли. Население станицы по церковным данным на 1829 год составляло 10597 человек, в том числе в хуторе Кочеты — 976 человек. В 1848 году была построена Рождество-Богородицкая кирпичная церковь на месте нынешнего парка. До нас дошли от неё лишь подсобные помещения, в котором сейчас размещается парикмахерская, сама же церковь была разрушена в 1929 году. При церкви существовала церковно-приходская школа, на содержание которой уходило 300 рублей и двухклассное училище, насчитывающее 60 учащихся. В нём работало 14 учителей. Население станицы и хутора Кочеты насчитывало уже 12 335 жителей и 1320 дворов по данным на 1910 г. В 1910 году в станице родилось — 685 человек, умерло — 229 человек, зарегистрировано браков — 107. К этому времени служба казаков несколько изменилась. Достигая 19 лет, юноши зачислялись в приготовительный разряд. А по прошествии двух лет — в строевой и отправлялись в действующие полки, где служили в течение 4 лет. После 48 лет окончательно выходили в отставку.

## Население
| 1939 | 1959  | 1979  | 2002    | 2010    | 2021    |
| ---- | ----- | ----- | ------- | ------- | ------- |
| 8216 | ↘6996 | ↗9233 | ↗10 776 | ↗12 238 | ↘11 889 |

## Образование
В станице функционируют 85-я и 86-я средние школы и 4 детских сада, а также: средняя общеобразовательная школа-интернат народного искусства для одарённых детей имени В. Г. Захарченко и Детская школа искусств № 9.

## Достопримечательности

Памятник воинам-землякам

- В станице имеется памятник воинам, павшим за честь и независимость Родины в годы Гражданской и Великой Отечественной войны, расположенный в Старокорсунском сквере. На бетонном постаменте, облицованном мрамором есть надпись: «Слава героям павшим в боях за свободу и независимость нашей Великой Родины. 1941—1945 гг.»
- Памятник станичникам погибшим в борьбе за советскую власть и за освобождение нашей страны от немецко-фашистских оккупантов в Прохладном сквере.
- Памятник В. И. Ленину, расположенный на углу улиц Красной и Закрытой.

Помимо этого, федеральным памятником архитектуры начала XX века является здание участковой больницы по адресу: ул. Ленина, д. 82 (1912 год, реконструкция 2017 года)

## Археология
В 1980-х годах в кургане под станицей Старокорсунская, А. В. Кондрашов в захоронении раннего периода новосвободненского этапа майкопской культуры IV тыс. до н. э. нашёл колёса самой древней из известных на тот момент повозок. Но А. Д. Резепкин правильно оценил значение находки.

## Транспортная доступность
Из станицы в направлении центра Краснодара курсируют маршрутные автобусы 141А. Автобусы следуют до остановки ТЭЦ. Интервал движения от 10 до 25 минут в зависимости от времени суток. Автобусы следуют через Хутор Ленина, крупнейший торговый центр Краснодара — Oz МОЛЛ, Пашковский район.
На территории станицы доступен сервис Яндекс Такси, СитиМобил. Также в станице работают местные автопарки: Такси Колибри, Такси «555» и другие.

## Местные СМИ
Важные информационные сообщения администрация станицы размещает на досках объявлений в приёмной здания администрации. В станице не издаются местные газеты.